# Рождественская пирамида

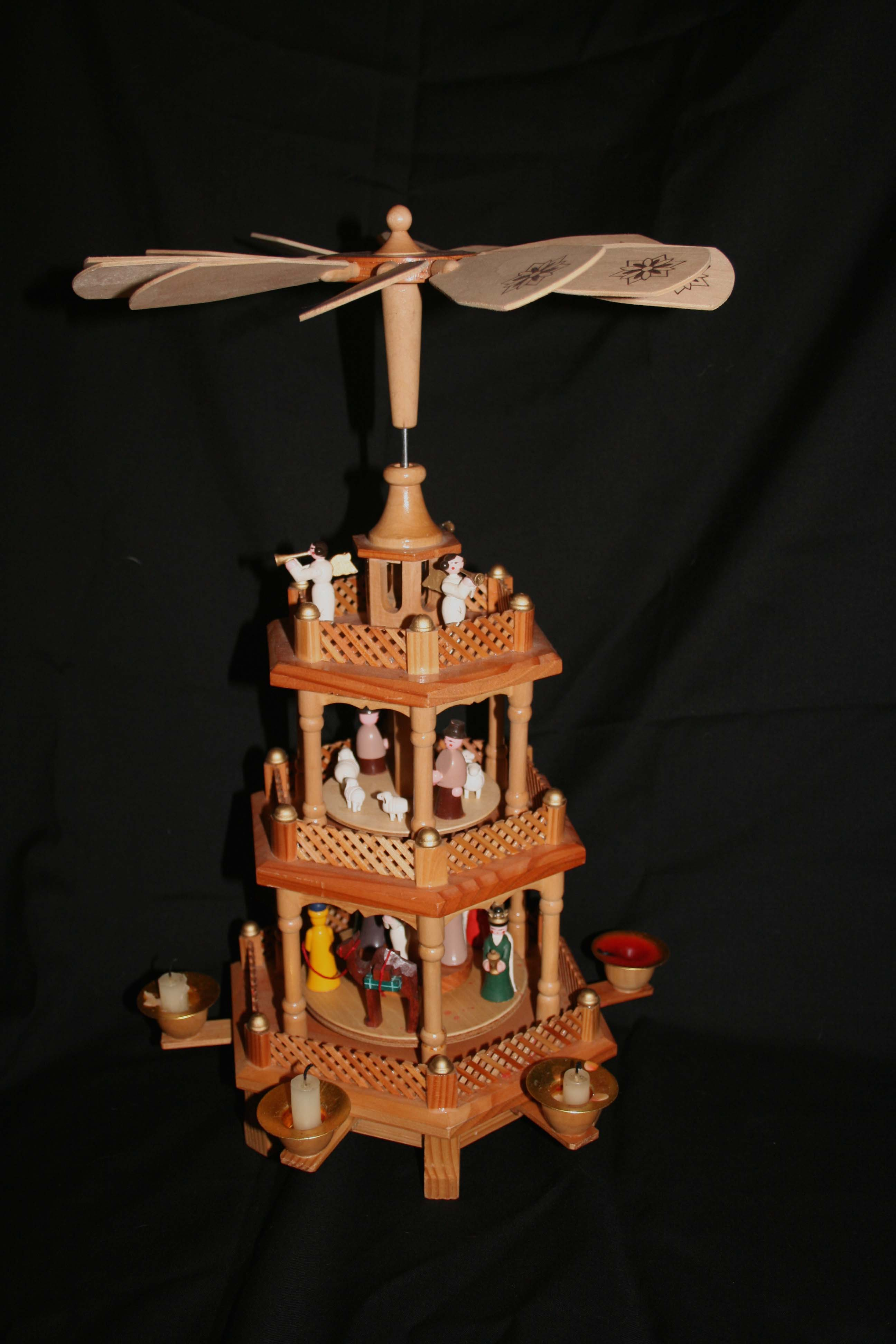
Рождественская пирамида

Рождественская пирамида (нем. Weihnachtspyramide) — традиционное рождественское украшение в немецких домах, родом из саксонского региона Рудных гор и распространившееся по всей Германии к середине XIX века. Представляет собой украшенную фигурками деревянную конструкцию со свечами в форме карусели. В предрождественское время увеличенные копии рождественских пирамид устанавливаются на центральных площадях и рождественских базарах. Самые крупные из них устанавливаются в Дрездене и Ганновере.
Часто на рождественских пирамидах изображаются ангелы или сцена Рождества, но также встречаются пирамиды с фигурками горняков, сценками из жизни леса или повседневной жизни жителей Рудных гор. Рождественская пирамида вращается благодаря поднимающемуся к лопастям тёплому воздуху от свечей, расставленных в пирамиде по кругу.